# Дельвін Н'Дінга
Дельвін Н'Дінга (фр. Delvin Ndinga, нар. 14 березня 1988, Пуент-Нуар) — конголезький футболіст, півзахисник московського «Локомотива» та національної збірної Республіки Конго.
Чемпіон Греції.

## Клубна кар'єра
У дорослому футболі дебютував 2005 року виступами за команду клубу «Дьябль Нуар» з Браззавіля, в якій провів один сезон, взявши участь в 11 матчах чемпіонату. 
Своєю грою за цю команду привернув увагу скаутів французького «Осера» і з 2006 року почав грати за другу команду цього клубу. З 2008 року почав залучатися до ігор основної команди «Осера», у складі якої провів наступні чотири роки своєї кар'єри гравця. 
Протягом 2012—2013 років захищав кольори команди клубу «Монако».
Наприкінці серпня 2013 року на умовах оренди приєднався до грецького «Олімпіакоса». Відтоді встиг відіграти за клуб з Пірея 26 матчів в національному чемпіонаті. Влітку 2014 року орендну угоду було подовжено.

## Виступи за збірні
Протягом 2005–2007 років залучався до складу молодіжної збірної Республіки Конго. На молодіжному рівні зіграв у 8 офіційних матчах, забив 1 гол.
2007 року дебютував в офіційних матчах у складі національної збірної Республіки Конго. Наразі провів у формі головної команди країни 44 матчі, забив 1 гол.

## Титули і досягнення
- Чемпіон Африки (U-20): 2007
- Чемпіон Греції (2):

«Олімпіакос»:  2013-14, 2014-15
- Володар Кубка Греції  (1):

«Олімпіакос»:  2014-15
- Володар Кубка Росії (1):

«Локомотив» (Москва): 2016-17